# Legoland Dubai Resort
Koordinaten: 24° 55′ 0″ N, 55° 0′ 41″ O
Das Legoland Dubai Resort ist ein Legoland-, Freizeit-, und Themenpark in den Vereinigten Arabischen Emiraten. Er wurde am 31. Oktober 2016 eröffnet. Es ist der erste Legoland-Park im Nahen Osten und war der siebte weltweit. Der Park sollte ursprünglich 2011 in DubaiLand als Legoland Dubailand eröffnet werden, wurde dann aber bis Oktober 2016 verschoben und befindet sich jetzt in Dubai Parks and Resorts als Legoland Dubai. Der Park wird von Merlin Entertainments betrieben.
Der Park ist für Familien mit Kindern im Alter von zwei bis 12 Jahren gedacht und bietet eine Vielzahl von Fahrgeschäften und Aktivitäten. Wie viele andere Legoland-Themenparks verfügt auch der Park in Dubai über ein Miniland, in dem über 20 Millionen Legosteine verwendet werden, um 15.000 Miniaturmodelle verschiedener Wahrzeichen und Bauwerke auf der ganzen Welt zu erstellen.

## Geschichte
Am 6. Mai 2008 formten Tatweer, ein Unternehmen der Dubai Holding, und Merlin Entertainments eine strategische Allianz, um Legoland Freizeitparks in der arabischen Welt zu errichten. Tatweer und die Merlin Entertainments Group kündigten die Eröffnung von Legoland Dubailand an, dem ersten Legoland Park, der jemals außerhalb von Nordamerika und Europa gebaut werden sollte. Das 248 Millionen Dollar Projekt im Dubailand sollte 2011 eröffnet werden, wurde dort aber aufgrund der Finanzkrise nie eröffnet. 2012 berichtete John Jakobsen von Merlin Entertainments, dass das Projekt auf Eis läge.
In 2013 wurde bekannt, dass nun Meraas Holding den Park entwickeln sollte. In einer im Juni 2013 herausgegebenen Erklärung hieß es, Meraas habe Motion Gate ins Leben gerufen, einen Themenpark, der auf Filmen basiert, einen Bollywood-Themenpark und einen Legoland-Themenpark, die sich innerhalb seines Master-Entwicklungsprojekts in Jebel Ali befinden werden. Der Betreiber Merlin erklärte, dass 2012 eine Vereinbarung getroffen wurde, wonach der Themenpark von Dritten finanziert wird, unter anderem von Meraas. Es war nun geplant, das Legoland Dubai und die Dubai Parks & Resorts im Oktober 2016 zu eröffnen. Im Jahr 2015 wurde zudem bekannt, dass das Legoland Dubai zusätzlich über einen Wasserpark verfügen sollte, den Legoland Water Park. Geleitet wurde die Baustelle von Siegfried Boerst, dem General Manager des Parks. Dieser hatte bereits das Bauprojekt Legoland Malaysia geleitet. Insgesamt waren über 3.000 Bauarbeiter am Projekt beteiligt. Am 31. Oktober 2016 wurde der Freizeitpark eröffnet.

## Themenbereiche und Attraktionen

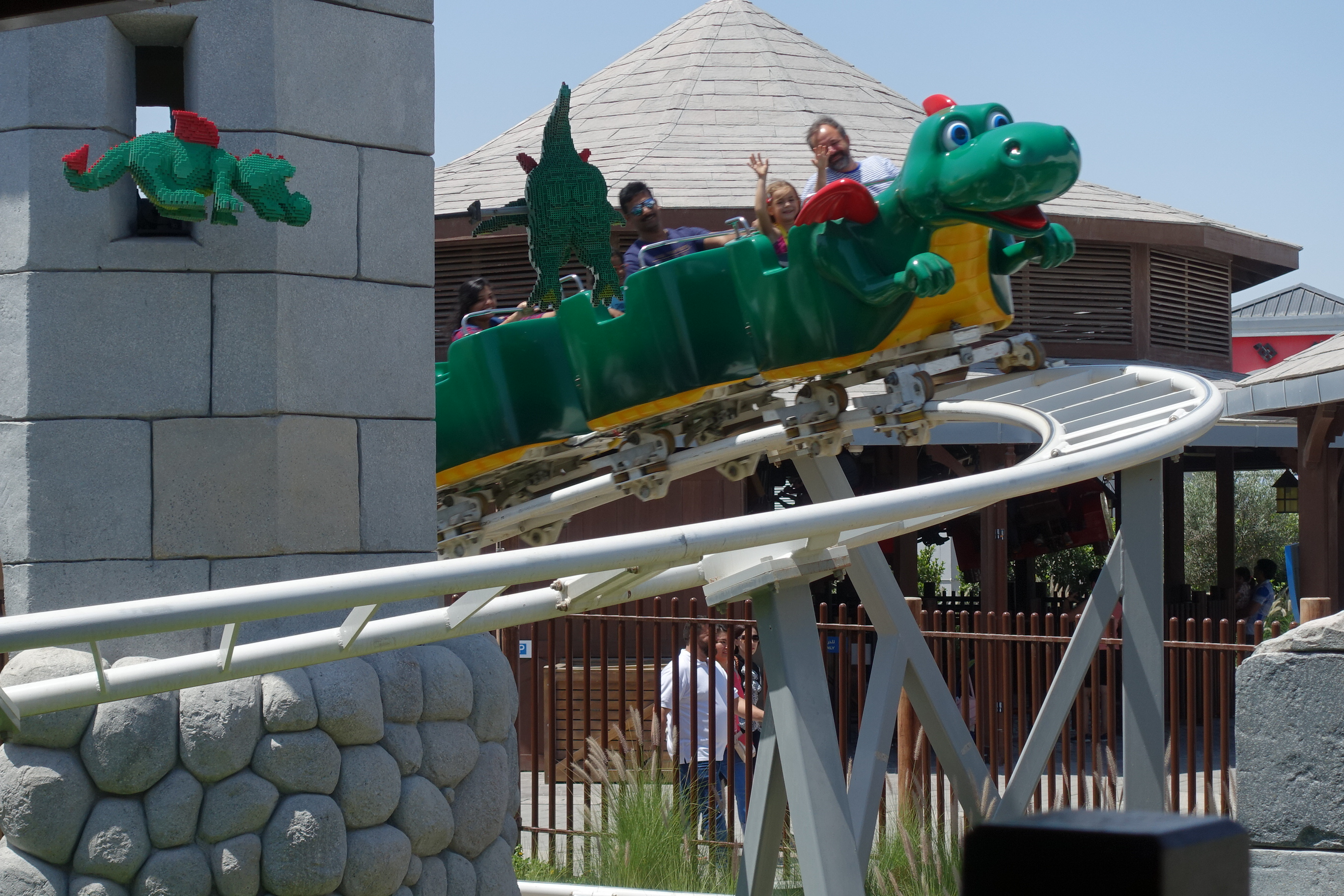
Dragon's Apprentice

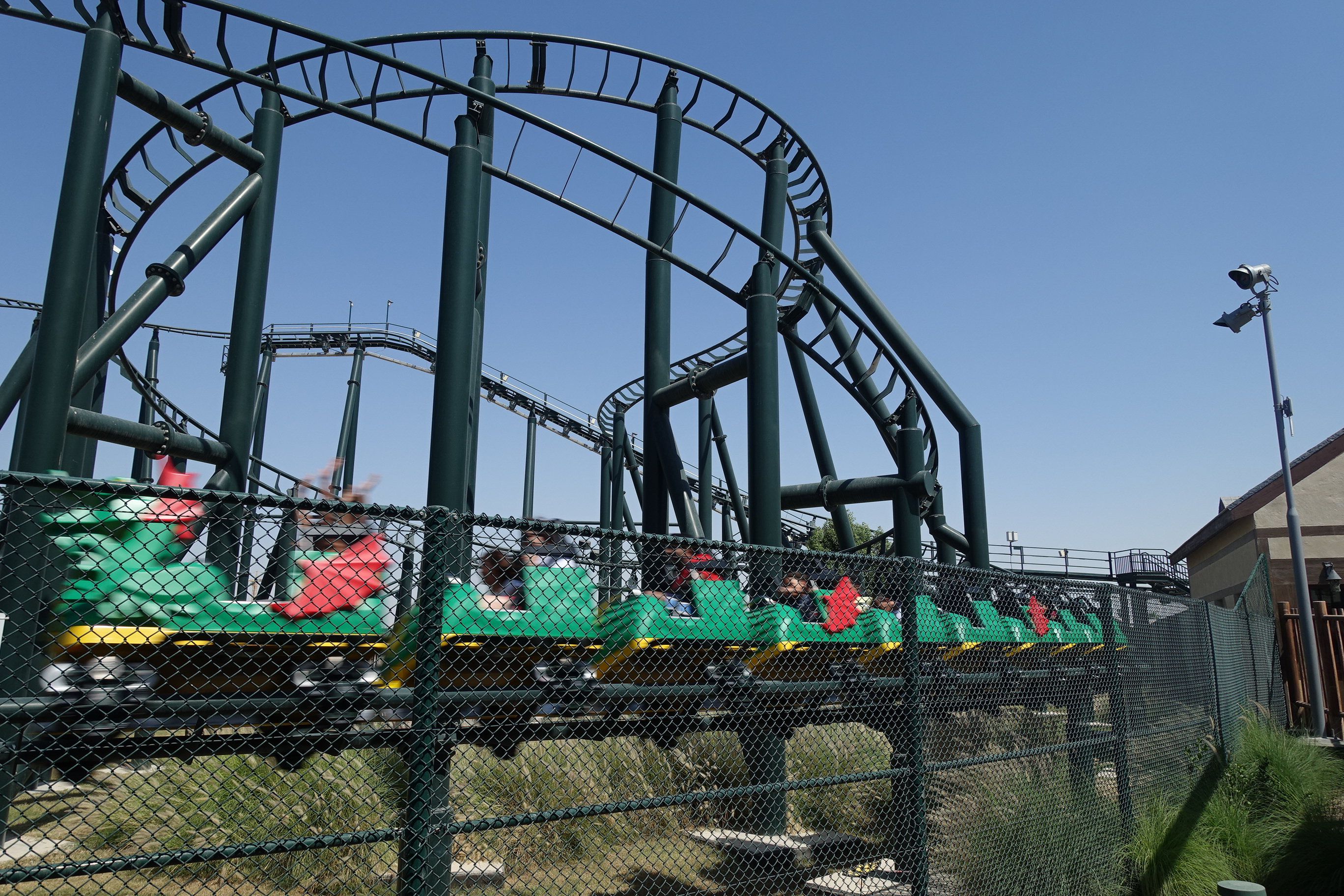
The Dragon

Das Legoland Dubai bietet folgende Themenbereiche:
- Adventure
- imagination
- Kingdoms
- LEGO City
- Miniland
- Factory

### Miniland
Das Miniland bietet 12 verschiedene Szene aus Lego-Steinen aus aller Welt.
| Bereich                                           | Abgebildeter Ort | Bild |
| ------------------------------------------------- | ---------------- | --- |
| Ten Tallest Buildings (Die zehn höchsten Gebäude) | –                | Burj Khalifa, Shanghai Tower, Abraj Al-Bait Clock Tower, Ping An Finance Center, Lotte World Tower, One World Trade Center, Chow Tai Fook Centre, Tianjin Chow Tai Fook Binhai Center, China Zun, Taipei 101 |
| Ägypten                                           | –                | Pyramiden von Gizeh, Große Sphinx von Gizeh |
| Irak                                              | Babylon          | Hängende Gärten der Semiramis |
| Indien                                            | –                | – |
| Jordanien                                         | Petra            | antike Felsenstadt |
| Kuwait                                            | –                | – |
| Vereinigte Arabische Emirate                      | Dubai            | Skyline der Stadt Dubai, Flughafen Dubai, Khor Dubai, Dubai Marina, Dubai Metro, Mall of The Emirates |
| Vereinigte Arabische Emirate                      | Abu Dhabi        | Scheich-Zayid-Moschee |
| Desert (Wüste)                                    | –                | – |

### Achterbahnen
| Name                | Hersteller | Typ                             | Eröffnung     | Themenbereich   | In Betrieb | Besonderheiten           |
| ------------------- | ---------- | ------------------------------- | ------------- | --------------- | ---------- | ------------------------ |
| The Dragon          | Zierer     | Familienachterbahn / Force Five | November 2016 | Kingdoms        | Ja         | Mit Dark-Ride Abschnitt. |
| Dragon’s Apprentice | Gerstlauer | Junior Coaster                  | Juni 2003     | Land der Ritter | Ja         |                          |

## Legoland Water Park
Im Jahr 2015 wurde bekannt, dass das Legoland Dubai zusätzlich über einen Wasserpark verfügen sollte, den Legoland Water Park. Der Wasserpark richtet sich an Kinder im Alter von zwei bis 12 Jahren und bietet beliebte Wasserattraktionen wie ein Wellenbad mit einer halben Million Liter Fassungsvermögen, einen „Bau-ein-Floß-Fluss“, auf dem die Gäste ihr eigenes, individuelles Floß entwerfen und bauen können, sowie eine interaktive Fantasiestation, an der Kinder Brücken, Dämme und Städte bauen und ihre Entwürfe gegen den Strom des Wassers testen können.

## Legoland Hotel
Im Jahr 2017 wurde bekannt gegeben, dass DXB Entertainments, ein in Dubai ansässiges Freizeit- und Unterhaltungsunternehmen, und die Merlin Entertainments Group das erste Legoland Hotel in den Nahen Osten bringen werden. Die Anlage wird das erste Legoland-Hotel im Nahen Osten und das siebte weltweit sein, das eröffnet wird.